# Trachyandra erythrorrhiza
Trachyandra erythrorrhiza là một loài thực vật thuộc họ Asphodelaceae. Đây là loài đặc hữu của Nam Phi. Môi trường sống tự nhiên của chúng là đầm nước ngọt có nước theo mùa. Chúng hiện đang bị đe dọa vì mất môi trường sống.